# 안토니오 마세다
안토니오 마세다 프란세스(스페인어: Antonio Maceda Francés, 1957년 5월 16일, 발렌시아 지방 사군토 ~)는 스페인의 전 축구 선수이다. 비록 중앙 수비수이지만, 그는 골냄새를 잘 맡는 것으로 알려져 있다.
그는 스포르팅 히혼에서 프로 생활을 시작하여 레알 마드리드에서 은퇴하였는데, 말년에 잦은 부상을 당했었다.
마세다는 40번에 가까운 스페인 국가대표팀 경기 출전 기록을 지니고 있으며, 자국을 대표로 2번의 FIFA 월드컵과 UEFA 유로 1984에 참가하였다.

## 클럽 경력
마세다는 발렌시아 주 사군토의 사람으로, 현역 시절 스포르팅 히혼과 레알 마드리드에서 활약하였다. 프로 무대 2년차에 그는 11경기 출전하여 아스투리아스 연고 구단이 라 리가 준우승을 차지하는 데에 일조했고, 이후 몇 시즌 동안 수비의 주축을 맡아 왔다.
히혼에서의 막판 2시즌에 리그에서만 61경기에 출전한 마세다는 9골을 기록하여 레알 마드리드에 입단하는 데 발판이 되었고, 마드리드 1년차에 5골을 넣어 리그와 UEFA컵 우승에 공헌했다. 그러나, 국가대표팀 경기에서 부상을 당하면서 1988년에 불과 31세의 나이로 현역에서 은퇴하였고, 은퇴 시점에 스페인 1부 리그 경기에 223번 출전해 24골을 집어넣었다.
마세다는 얼마 지나지 않아 단기간 라디오 해설가로 일한 뒤 감독일을 시작하였는데, 그가 프로 무대에 첫 발을 내디딘 곳에서 1997-98 시즌에 지휘봉을 잡은 4명의 감독들 중 한 명으로 스포르팅 히혼은 역대 최저 승점인 13점으로 최하위를 기록하였다.

## 국가대표팀 경력
마세다는 36번의 스페인 국가대표팀 경기에 출전해 8골을 넣었는데, 그가 출전한 첫 경기는 1981년 3월 25일 2-1로 이긴 잉글랜드와의 경기로, 스페인은 웸블리 원정에서 첫 승을 따냈다. 주요 국제 대회로는 1982년 FIFA 월드컵, UEFA 유로 1984, 그리고 1986년 FIFA 월드컵 3번 참가하였으며, 이 중 UEFA 유로 1984의 예선전에서는 몰타를 상대로 2골을 기록해 역사적인 12-1 낙승의 주역이 되었다. 프랑스에서 열린 UEFA 유로 1984 본선에서, 마세다는 89분에 당시 무패행진을 이어오던 전 대회 우승국 서독을 상대하여 결승골을 머리로 넣어, 준결승행을 견인하였고, 덴마크와의 그 다음 경기에서도 골을 기록하는 것은 물론 승부차기에서도 주자로 나서서 골망을 흔들었다. 그러나, 그는 프랑스와의 결승전에는 징계로 결장하였다.
마세다는 1986년 FIFA 월드컵 종료 후 치러진 국가대표팀 경기에서 중상을 당하면서 붉은 유니폼을 반납하였다.

### 국가대표팀 득점 기록
| # | 날짜             | 경기장                                     | 상대       | 점수 | 결과 | 대회                  |
| - | ---------------- | ------------------------------------------ | ---------- | ---- | ---- | --------------------- |
| 1 | 1982년 11월 17일 | 아일랜드 더블린 랜스던 로드                | 아일랜드   | 1–1  | 3–3  | UEFA 유로 1984 예선전 |
| 2 | 1983년 5월 29일  | 아이슬란드 레이캬비크 뢰이가르달스뵈들뤼르 | 아이슬란드 | 0–1  | 0–1  | UEFA 유로 1984 예선전 |
| 3 | 1983년 12월 21일 | 스페인 세비야 베니토 비야마린              | 몰타       | 6–1  | 12–1 | UEFA 유로 1984 예선전 |
| 4 | 1983년 12월 21일 | 스페인 세비야 베니토 비야마린              | 몰타       | 7–1  | 12–1 | UEFA 유로 1984 예선전 |
| 5 | 1984년 2월 29일  | 룩셈부르크 국립 경기장                     | 룩셈부르크 | 0–1  | 0–1  | 친선경기              |
| 6 | 1984년 6월 20일  | 프랑스 파리 파르크 데 프랭스               | 서독       | 0–1  | 0–1  | UEFA 유로 1984        |
| 7 | 1984년 6월 24일  | 프랑스 리옹 젤랑                           | 덴마크     | 1–1  | 1–1  | UEFA 유로 1984        |
| 8 | 1986년 2월 19일  | 스페인 엘체 마르티네스 발레로              | 벨기에     | 3–0  | 3–0  | 친선경기              |

## 수상

### 클럽
레알 마드리드
- 라 리가: 1985–86, 1986–87, 1987–88
- UEFA컵: 1985–86

### 국가대표팀
스페인
- UEFA 유럽 축구 선수권 대회 준우승: 1984